# اتحادیه گوری‌قونا
اتحادیه گوری‌قونا (به لاتین: Gaurighona Union) یک منطقهٔ مسکونی در بنگلادش است که در Keshabpur Upazila واقع شده‌است. اتحادیه گوری‌قونا  ۲۵٬۱۷۲ نفر جمعیت دارد.